# 加藤勝行
加藤 勝行（かとう かつゆき）は、日本の理学療法士。帝京平成大学健康メディカル学部理学療法学科教授、仙台青葉学院短期大学リハビリテーション学科教授。

## 人物・来歴
- 法政大学文学部卒業
- 東京衛生学園専門学校東洋医療総合学科卒業
- 埼玉医科大学短期大学理学療法学科卒業
- 国際医療福祉大学大学院医療福祉学研究科理学療法学分野保健医療学連動・動作学専攻修士課程修了
- 国際医療福祉大学大学院医療福祉学研究科理学療法学分野保健医療学連動・動作学専攻博士課程修了

## 著書
- 理学療法臨床実習サブノート（文光堂、2009年7月）